# Kristián VII.
Kristián VII. (29. ledna 1749, Kodaň – 13. března 1808, Rendsburg) byl v letech 1766–1808 králem Dánska a Norska. Syn krále Frederika V. a jeho první ženy Luisy Hannoverské.
Pro svou duševní chorobu (pravděpodobně schizofrenie) byl král velmi slabý. Přestože byl oficiálně absolutním monarchou, nedržel nikdy vládu ve svých rukou; vládnutí bylo delegováno na státní radu. Během této jeho vlády se zrodilo osvícenství, byla nastolena řada liberálních reforem a započala konfrontace s Velkou Británií.

## Životopis
Kristián se narodil v královském paláci Christiansborg v Kodani jako čtvrté dítě dánského a norského krále Frederika V. a britské princezny Luisy. Malý následník trůnu byl pokřtěn několik hodin po narození. Jeho kmotry byli král Frederik V., babička, královna Žofie Magdalena, teta Luisa, vévodkyně sasko-hildburghausenská, a prateta, princezna Šarlota Amálie.
Po smrti prvorozeného syna Kristiána (1745–1747), následníka trůnu, se novorozený Kristián automaticky stal následníkem dánského a norského trůnu. Už v době svého narození měl korunní princ dvě starší sestry a v roce 1750 do rodiny přibyla ještě mladší sestra, princezna Luisa, později sňatkem princezna hesensko-kasselská. V roce 1751 bohužel ve věku pouhých 27 let zemřela Kristianova matka Luisa, maličkému korunnímu princi byly necelé tři roky. V následujícím roce se král Frederik V. podruhé oženil s dominantní a ambiciózní Julianou Marií Brunšvicko-Wolfenbüttelskou, která králi porodila dalšího syna, dědičného prince Frederika.
Po brzké smrti své matky byla korunnímu princi z velké části odepírána rodičovská náklonnost. Jeho nová nevlastní matka královna Juliana Marie o něj neprojevila žádný zájem a upřednostňovala pouze svého vlastního syna Frederika. Sám král Frederik V., díky svému nešťastnému druhému manželství s Julianou Marií náchylný k zhýralosti a stále více postižený alkoholismem, byl vůči stydlivému citlivému synovi a následníkovi, který měl sklony k epileptickým záchvatům, stále lhostejnější. Navzdory rodinnému zázemí historikové uvádějí, že malý princ oplýval zajímavou osobností a značným talentem. Na jeho povaze a schopnostech se však negativně projevilo špatné vzdělání a nevhodný výběr učitele, Christiana Ditleva, hraběte Reventlowa. Ten korunního prince systematicky a brutálně terorizoval a dokonce bičoval. Někdy se stávalo, že mladého korunního prince po Ditlevovu výprasku našli ležet na zemi s pěnou u úst. Ani vliv princova pozdějšího rozumného učitele Elie Salomona Françoise Reverdila nestačil na to, aby napravil neblahé následky výprasků a brutální vzdělávací metody Dietleva. Ty se projevovaly například v momentech, kdy s partou podobně smýšlejících chlapců chodil po ulicích Kodaně vyzbrojen středověkým ostnatým kyjem, který zlomyslně používal na kolemjdoucích. Kristián byl fyzicky křehký, útlý a malého vzrůstu, v důsledku čehož se u něj vyvinul abnormální zájem o fyzickou odolnost. Podle mínění jeho lékařů masturboval tak obsesivně, že se báli o jeho zdraví. Přesto vše se zdá, že byl Kristián inteligentní a měl dokonce období, kdy byl schopný myslet jasně, byl ale ovlivněn vážnými emocionální problémy, možná schizofrenií. 
Ve věku 17 let nastoupil na trůn po smrti svého otce (14. ledna 1766). 8. listopadu téhož roku se oženil se svou sestřenicí, britskou princeznou Karolinou Matyldou, sestrou britského krále Jiřího III. Mladičká zmatená královna Karolina Matylda vyměnila bezpečí dětského pokoje za nepokoj a požitkářský dánský královský dvůr plný intrik. Kristiánovi se jeho zarmoucená nová nevěsta okamžitě znelíbila a dál pokračoval ve své horlivé honbě za prostitutkami a mladými muži. Veřejně dal najevo, že Karolinu Matyldu nemůže milovat, protože je „nemoderní milovat vlastní manželku“. Záhy po svatbě, 28. ledna 1768, se narodil jejich jediný syn, korunní princ Frederik.
Kristián měl otce alkoholika a byl systematicky terorizován svým špatným a krutým vychovatelem (Christian Ditlev Reventlow); to se odrazilo jak na špatném vychování i vzdělání, tak na povaze. Třebaže měl světlé okamžiky a vykazoval inteligenci, trpěl těžkými mentálními problémy (šlo patrně o schizofrenii).
Kristiánův špatný zdravotní stav mu bránil držet ve svých rukou otěže vlády. Jeho manželství nebylo šťastné a on dával veřejně najevo, že svou ženu nemiluje. Brzy po sňatku se vrhl do bouřlivého života plného excesů a orgií. Jednou z jeho nejbližších přítelkyň byla prostitutka Anna Cathrine Benthagen, jež ho doprovázela při návštěvě bordelů i s dalšími společníky a byla hlavní postavou rvaček s policií; nakonec rada státu rozhodla o její deportaci do Wandsbecku v Holštýnsku, kde obdržela roční penzi 400 riksdalerů.
Kristián nechával hlavní rozhodnutí na ministrech své vlády, jak to ostatně činil i jeho otec Frederik V. Třebaže oficiálně šlo o absolutní monarchii, ve skutečnosti to byla vláda aristokracie. Zásadní význam pro další vývoj znamenala zahraniční cesta, kterou uskutečnil Kristián v roce 1768 a při níž navázal pevný intelektuální i přátelský vztah se svým lékařem Johannem Friedrichem Struensee. Do Kodaně se vrátil v lednu roku 1769 a následně jmenoval Struenseeho státním radou.
Struensee se stal politikem a silným královým člověkem, vládnoucím de facto. Získal důvěru královny Karoliny Matyldy, když očkoval jejího syna prince Frederika proti hrozící nákaze neštovicemi při epidemii, jež zasáhla Kodaň na podzim roku 1769. V krátkém čase se stal Struensee královniným milencem. 7. července roku 1771 porodila Karolina Matylda dcera Luisu Augustu, a třebaže král její otcovství uznal, panovalo všeobecné mínění, že jejím skutečným otcem je Struensee.
Struensee zavedl v království řadu liberálních reforem, což mu přineslo množství politických nepřátel, kteří proti němu konspirovali; patřila mezi ně řada významných veřejných osobností, především královna vdova Juliana Marie Brunšvická a její syn, princ Frederik (králův nevlastní bratr). V roce 1772 byl Struensee obviněn z urážky majestátu pro svůj poměr s královnou a byl odsouzen k smrti. Kristián VII. podepsal rozsudek – údajně proto, že ho přesvědčili o tom, že Struensee plánoval ho zavraždit. Poprava se uskutečnila 28. dubna 1772.
Karolina Matylda přiznala svůj poměr se Struenseem a její manželství s Kristiánem bylo anulováno. Po jednáních s jejím bratrem, britským králem Jiřím III., byla deportována do hannoverského Celle. Nikdy se již nevrátila, aby viděla své děti. Zemřela v roce 1775, v 23 letech.
Královna vdova Juliana Marie a její syn princ Frederik obsadili místo ve státní radě, Frederik se stal roku 1772 regentem Kristiána VII., svého staršího nevlastního bratra, který vzhledem ke svému zdravotnímu stavu vládu řídit nemohl. Reálně však vládli jeho matka a Ove Høegh-Guldberg, teolog a profesor rétoriky a jeden ze strůjců intriky proti Struenseemu. Ten se stal jedním z nejvlivnějších lidí království a záhy skutečným vládcem; rozhodl o zrušení všech liberálních reforem zavedených jeho předchůdcem.
Toto regentství trvalo do roku 1784, kdy korunní princ Frederik dosáhl věku 16 let; uskutečnil palácový převrat a následně byl místo svého strýce regentem krále jmenován on. Formálně byl Kristián VII. stále hlavou státu, ale ve skutečnosti se jeho role omezila na podepisování dokumentů, jež mu předkládala rada. S jeho synem Frederikem u moci byly zavedeny nové liberální reformy, začal rovněž konflikt s Velkou Británií v souvislosti s Francouzskými revolučními válkami.
Kristián VII. zemřel v roce 1808 v Rendsburgu v Šlesvicku, ve věku 59 let; příčinou jeho smrti byla patrně srdeční mrtvice. Byl pochován v katedrále v Roskilde, v místě posledního odpočinku dánských králů.

## Rodina
1. října 1765 se Kristián oženil s britskou princeznou Karolinou Matyldou Hannoverskou. Z manželství vzešly dvě děti:
- Frederik (1768–1839) – budoucí král Frederik VI., ⚭ 1790 německá princezna Marie Hesensko-Kasselská (1767–1852)
- Luisa Augusta (1771–1843) – manželka vévody Frederika Kristiána II. z Augustenborgu. Oficiálně uznána dcerou krále, předpokládá se však, že jejím biologickým otcem byl Johann Friedrich Struensee.

## Odraz v umění
V roce 2012 se Kristián VII. stal jednou z hlavních postav koprodukčního filmu Královská aféra, jenž mapoval příběh jeho manželství s Karolinou Matyldou a vztah s lékařem Johanem Struenseem.

## Vývod z předků
|               |                                          |  |                                     |                                                              |  |  |  |  |  |  |  | Kristián V. Dánský |
|               |                                          |  |                                     |                                                              |  |  |  |  |  |  |  |                    |
|               | Frederik IV. Dánský                      |  |                                     |                                                              |  |  |  |  |  |  |  |                    |
|               |                                          |  |                                     |                                                              |  |  |  |  |  |  |  |                    |
|               |                                          |  |                                     | Šarlota Amálie Hesensko-Kasselská                            |  |  |  |  |  |  |  |                    |
|               |                                          |  |                                     |                                                              |  |  |  |  |  |  |  |                    |
|               | Kristián VI.                             |  |                                     |                                                              |  |  |  |  |  |  |  |                    |
|               |                                          |  |                                     |                                                              |  |  |  |  |  |  |  |                    |
|               |                                          |  |                                     | Gustav Adolf Meklenburský                                    |  |  |  |  |  |  |  |                    |
|               |                                          |  |                                     |                                                              |  |  |  |  |  |  |  |                    |
|               | Luisa Meklenburská                       |  |                                     |                                                              |  |  |  |  |  |  |  |                    |
|               |                                          |  |                                     |                                                              |  |  |  |  |  |  |  |                    |
|               |                                          |  |                                     | Magdalena Sibyla Holštýnsko-Gottorpská                       |  |  |  |  |  |  |  |                    |
|               |                                          |  |                                     |                                                              |  |  |  |  |  |  |  |                    |
|               | Frederik V.                              |  |                                     |                                                              |  |  |  |  |  |  |  |                    |
|               |                                          |  |                                     |                                                              |  |  |  |  |  |  |  |                    |
|               |                                          |  |                                     | Jiří Albrecht Braniborsko-Kulmbašský                         |  |  |  |  |  |  |  |                    |
|               |                                          |  |                                     |                                                              |  |  |  |  |  |  |  |                    |
|               | Kristián Jindřich Braniborsko-Kulmbašský |  |                                     |                                                              |  |  |  |  |  |  |  |                    |
|               |                                          |  |                                     |                                                              |  |  |  |  |  |  |  |                    |
|               |                                          |  |                                     | Marie Alžběta Šlesvicko-Holštýnsko-Sønderborsko-Glücksburská |  |  |  |  |  |  |  |                    |
|               |                                          |  |                                     |                                                              |  |  |  |  |  |  |  |                    |
|               | Žofie Magdalena Braniborská              |  |                                     |                                                              |  |  |  |  |  |  |  |                    |
|               |                                          |  |                                     |                                                              |  |  |  |  |  |  |  |                    |
|               |                                          |  |                                     | Albrecht Fridrich z Wolfsteinu                               |  |  |  |  |  |  |  |                    |
|               |                                          |  |                                     |                                                              |  |  |  |  |  |  |  |                    |
|               | Žofie Kristýna Wolfsteinská              |  |                                     |                                                              |  |  |  |  |  |  |  |                    |
|               |                                          |  |                                     |                                                              |  |  |  |  |  |  |  |                    |
|               |                                          |  |                                     | Žofie Luisa z Castell-Remlingenu                             |  |  |  |  |  |  |  |                    |
|               |                                          |  |                                     |                                                              |  |  |  |  |  |  |  |                    |
| Kristián VII. |                                          |  |                                     |                                                              |  |  |  |  |  |  |  |                    |
|               |                                          |  |                                     |                                                              |  |  |  |  |  |  |  |                    |
|               |                                          |  | Arnošt August Brunšvicko-Lüneburský |                                                              |  |  |  |  |  |  |  |                    |
|               |                                          |  |                                     |                                                              |  |  |  |  |  |  |  |                    |
|               | Jiří I.                                  |  |                                     |                                                              |  |  |  |  |  |  |  |                    |
|               |                                          |  |                                     |                                                              |  |  |  |  |  |  |  |                    |
|               |                                          |  |                                     | Žofie Hannoverská                                            |  |  |  |  |  |  |  |                    |
|               |                                          |  |                                     |                                                              |  |  |  |  |  |  |  |                    |
|               | Jiří II. Britský                         |  |                                     |                                                              |  |  |  |  |  |  |  |                    |
|               |                                          |  |                                     |                                                              |  |  |  |  |  |  |  |                    |
|               |                                          |  |                                     | Jiří Vilém Brunšvicko-Lüneburský                             |  |  |  |  |  |  |  |                    |
|               |                                          |  |                                     |                                                              |  |  |  |  |  |  |  |                    |
|               | Žofie Dorotea z Celle                    |  |                                     |                                                              |  |  |  |  |  |  |  |                    |
|               |                                          |  |                                     |                                                              |  |  |  |  |  |  |  |                    |
|               |                                          |  |                                     | Éléonore Desmier d'Olbreuse                                  |  |  |  |  |  |  |  |                    |
|               |                                          |  |                                     |                                                              |  |  |  |  |  |  |  |                    |
|               | Luisa Hannoverská                        |  |                                     |                                                              |  |  |  |  |  |  |  |                    |
|               |                                          |  |                                     |                                                              |  |  |  |  |  |  |  |                    |
|               |                                          |  |                                     | Albrecht II. Braniborsko-Ansbašský                           |  |  |  |  |  |  |  |                    |
|               |                                          |  |                                     |                                                              |  |  |  |  |  |  |  |                    |
|               | Jan Bedřich Braniborsko-Ansbašský        |  |                                     |                                                              |  |  |  |  |  |  |  |                    |
|               |                                          |  |                                     |                                                              |  |  |  |  |  |  |  |                    |
|               |                                          |  |                                     | Žofie Markéta Oettingenská                                   |  |  |  |  |  |  |  |                    |
|               |                                          |  |                                     |                                                              |  |  |  |  |  |  |  |                    |
|               | Karolina z Ansbachu                      |  |                                     |                                                              |  |  |  |  |  |  |  |                    |
|               |                                          |  |                                     |                                                              |  |  |  |  |  |  |  |                    |
|               |                                          |  |                                     | Jan Jiří I. Sasko-Eisenašský                                 |  |  |  |  |  |  |  |                    |
|               |                                          |  |                                     |                                                              |  |  |  |  |  |  |  |                    |
|               | Eleonora Sasko-Eisenašská                |  |                                     |                                                              |  |  |  |  |  |  |  |                    |
|               |                                          |  |                                     |                                                              |  |  |  |  |  |  |  |                    |
|               |                                          |  |                                     | Johana ze Sayn-Wittgensteinu                                 |  |  |  |  |  |  |  |                    |
|               |                                          |  |                                     |                                                              |  |  |  |  |  |  |  |                    |